# Serra de Buçaco
La serra de Buçaco, tradicionalment designada si més no des del segle xviii, i fins al s. XX, coma a serra de Bussaco, és un alteró de Portugal de 549 metres d'altitud a la zona del marc geodèsic situat a l'altiplà, amb orientació NO - SE, que comença en la zona de Ninho de Águia i acaba en la famosa Livraria do Mondego. Antany també s'anomenà serra d'Alcoba. Abasta els pobles de Mealhada, Mortágua, Penacova i inclou el Bosc Nacional de Buçaco (Mealhada), el conjunt de molins de vent de Portela da Oliveira, el santuari de Senhora do Monte Alto i part de Livraria do Mondego, els tres a Penacova. En aquesta serra es capten les aigües de Luso i Caldas de Penacova.
El bosc que hi ha encara hui a la serra de Buçaco fou plantat per l'Orde dels Carmelites Descalços en el primer quart del segle XVII; els carmelites hi construïren també el Convent de Santa Cruz de Buçaco, destinat a albergar aquest orde monàstic, que va existir entre 1628 i 1834, data de l'extinció dels ordes religiosos a Portugal. A hores d'ara hi ha l'Hotel Palace Buçaco.
El Bosc Nacional de Buçaco, considerat àrea protegida, conté espècies vegetals del món sencer, algunes de gegantes, a més del mundialment cèlebre cedre de Buçaco.
En aquesta serra tingué lloc la batalla de Buçaco el 1810, entre les forces angloportugueses comandades pel duc de Wellington, d'un costat, i les franceses comandades per André Masséna, d'altre, fet que és recordat al Museu Militar del Buçaco.

## Galeria d'imatges

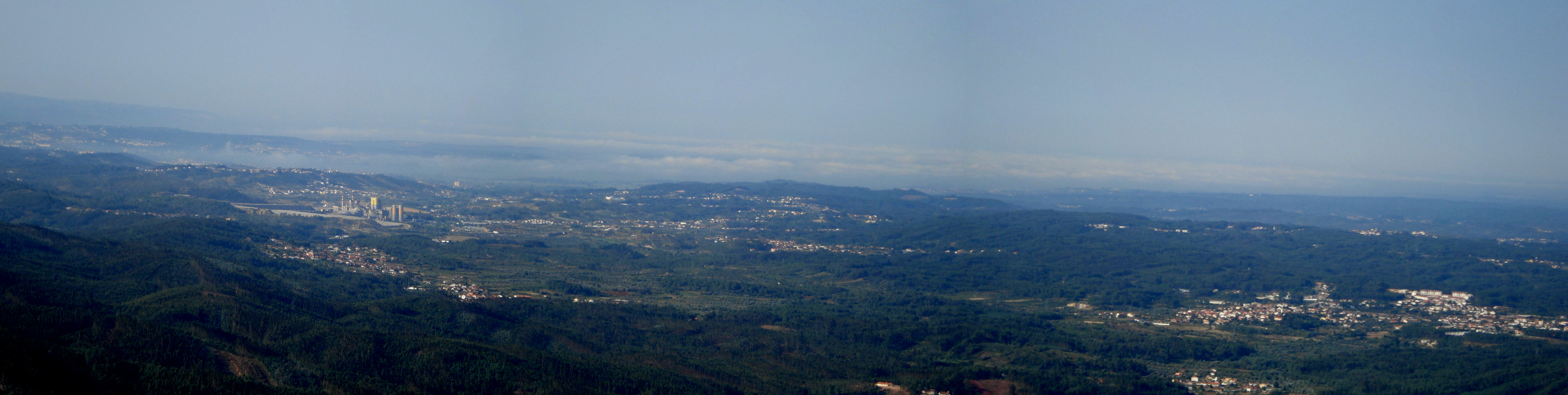
Fotomuntatge del paisatge des del mirador de la Creu Alta (Buçaco) des de Souselas fins a Pampilhosa

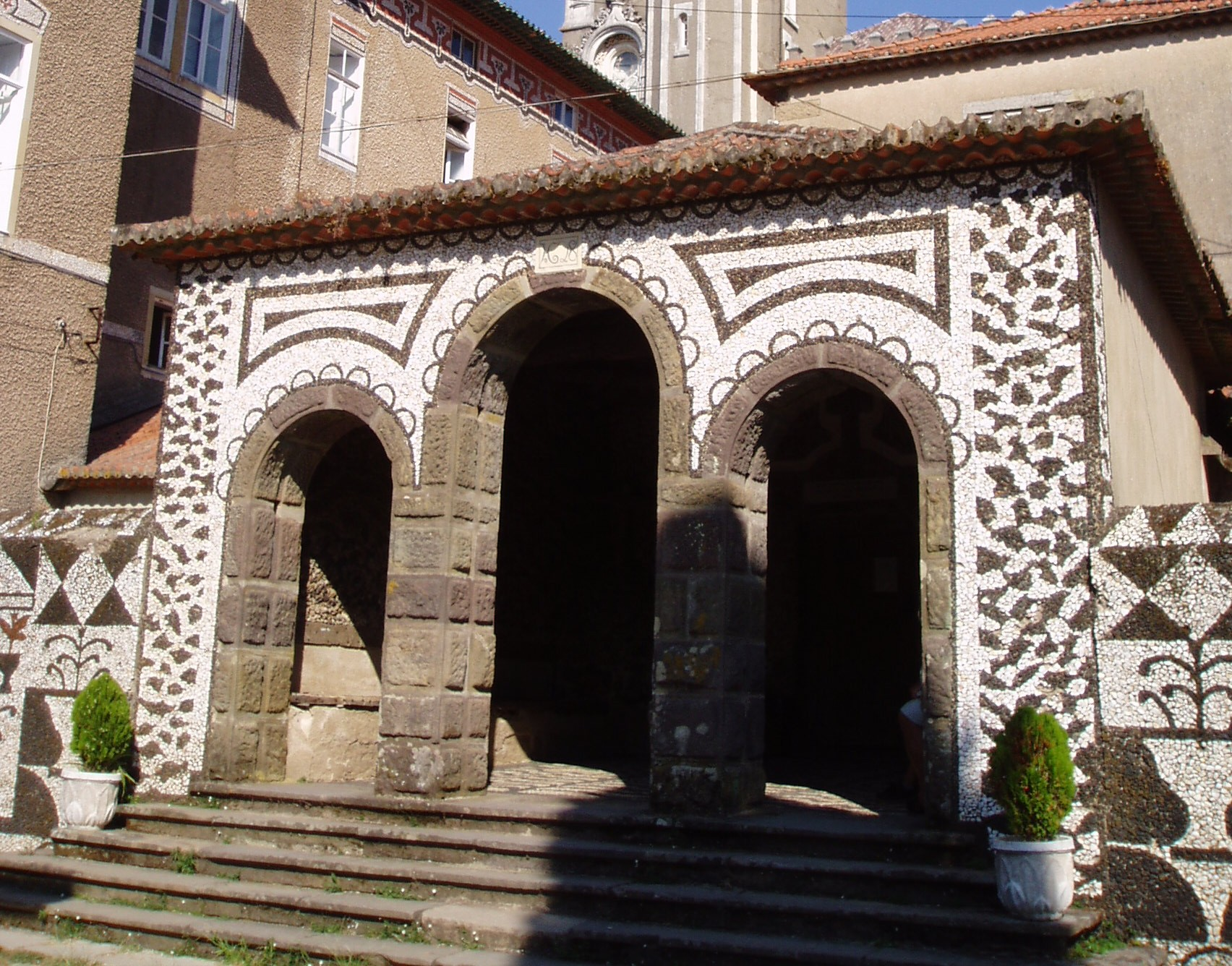
Convent de Santa Cruz
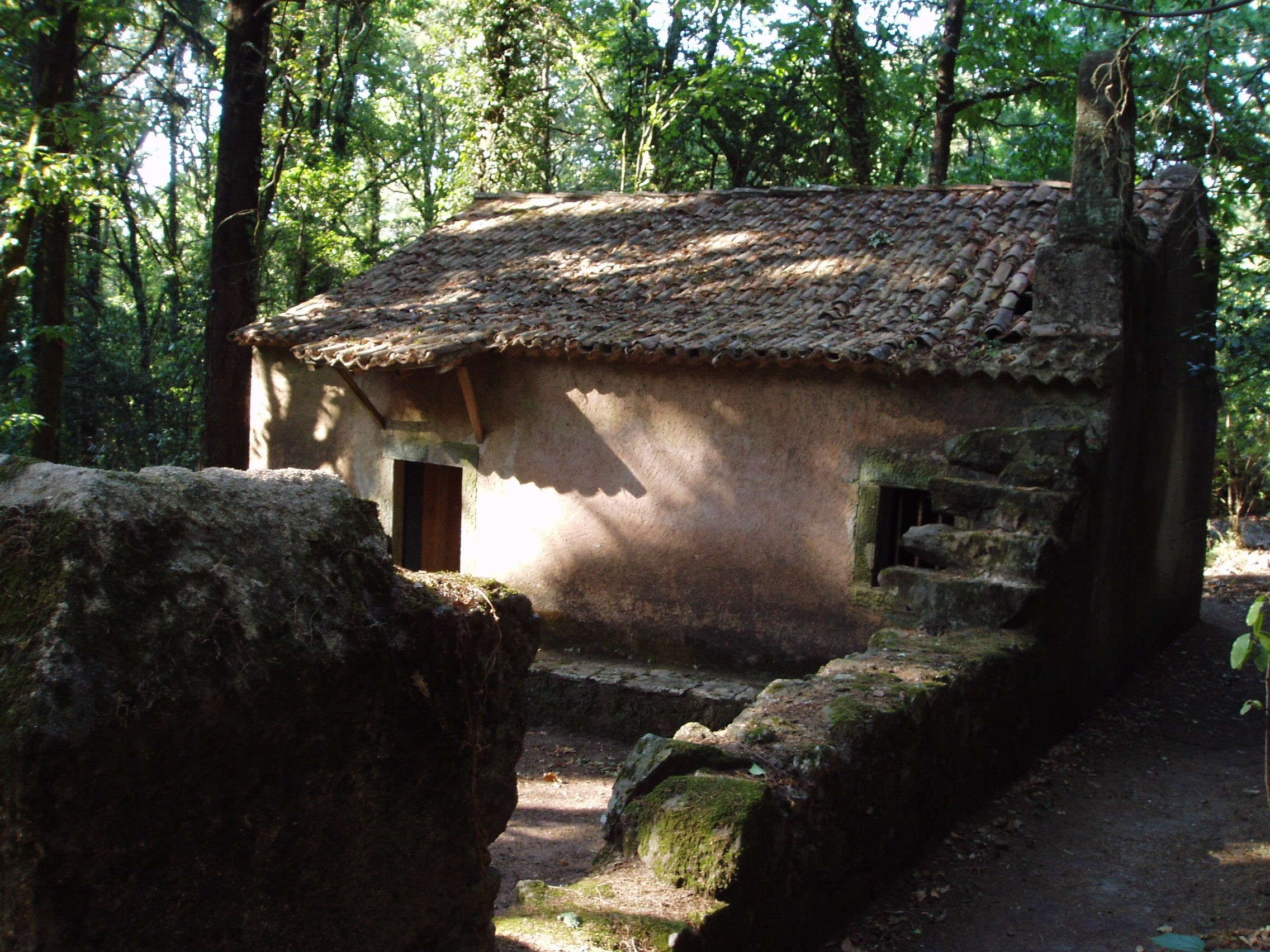
Ermita de Buçaco
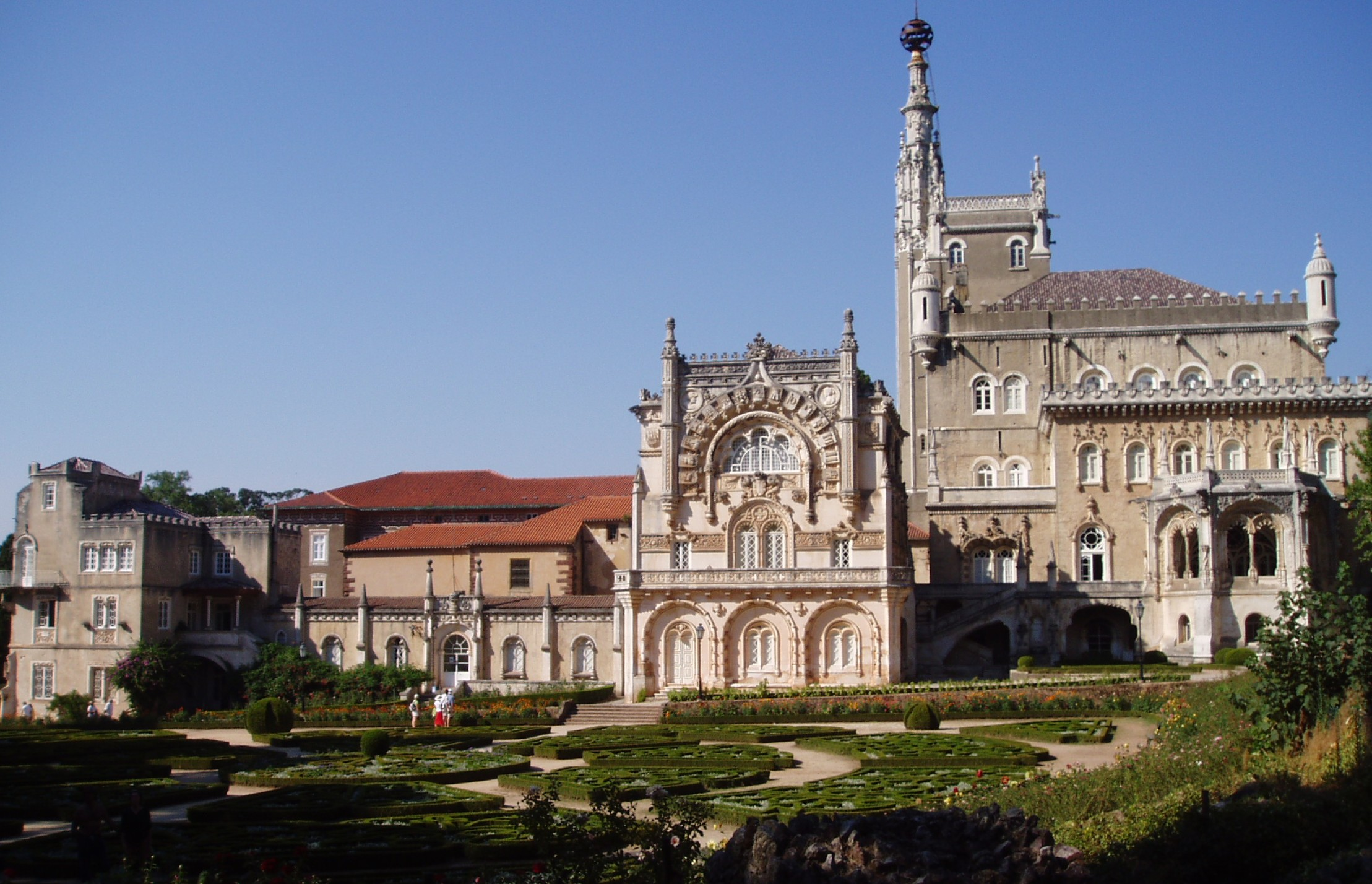
Palace Hotel de Buçaco
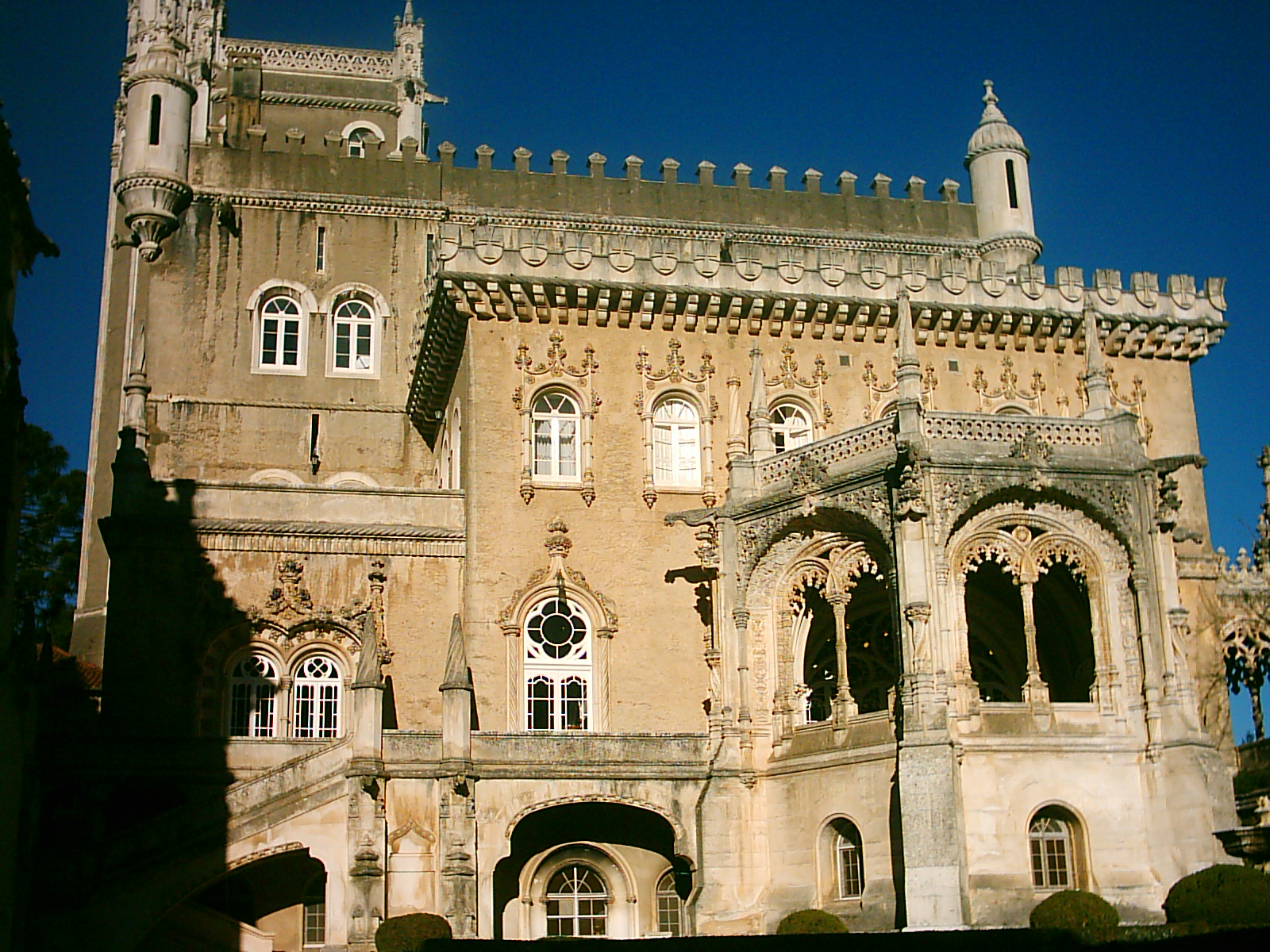
Palau